# Big Carl

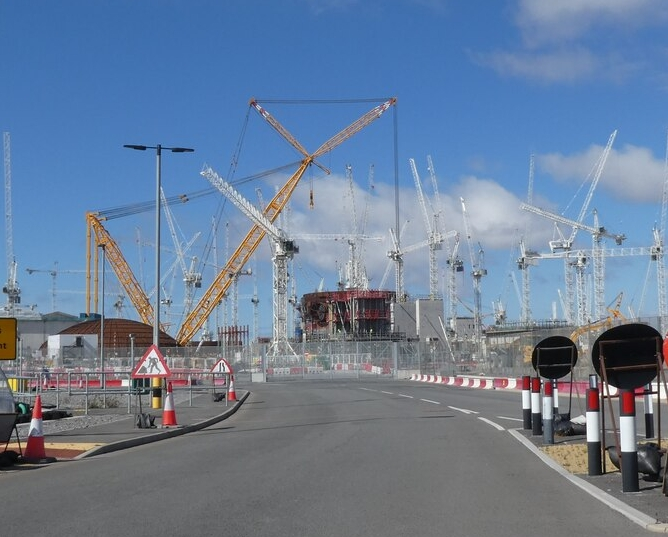
Big Carl (in gelb) auf der Baustelle von Hinkley Point C im September 2022

Big Carl (Sarens SGC-250) ist der leistungsstärkste Kran der Welt an Land. Der Name bezieht sich auf Carl Sarens, den technischen Leiter der Sarens Group.
Big Carl ist als Doppelringkran ausgeführt. Er erreicht eine maximale Arbeitshöhe von 250 m und eine Ausladung von 275 m. Der maximale Hub beträgt 5500 Tonnen bei einem Radius von 40 m und das maximale Lastmoment 250.000 Metertonnen (mt).
Betreiber und Hersteller des Krans ist Sarens. Fertiggestellt wurde er am 9. November 2018.  Seit 2019 ist er am Bau des Atomkraftwerks Hinkley Point C in Somerset, England im Einsatz.